# ELO 2 (First Light Series)
ELO 2 (First Light Series) è la rimasterizzazione più estesa di ELO 2, il secondo album della Electric Light Orchestra, edita nell'occasione dell'anniversario dei trent'anni dalla effettiva pubblicazione.
Nel primo disco ci sono tutte le tracce originali di ELO 2 con dei bonus tracks. In questi ultimi vi è la partecipazione anche di Marc Bolan. Il secondo disco contiene la versione precedente a quella pubblicata di ELO 2, The Lost Planet, e vanta la partecipazione di Carl Wayne, che lavorò con alcuni componenti del gruppo nella band The Move.

## Tracce

### CD 1:ELO 2
1. In Old England Town (Boogie No. 2) (Jeff Lynne) – 6:56
2. Momma... (Jeff Lynne) – 7:03
3. Roll Over Beethoven (Chuck Berry) – 7:03
4. From the Sun to the World (Boogie No. 1) (Jeff Lynne) – 8:20
5. Kuiama (Jeff Lynne) – 11:19

#### Bonus tracks
1. Showdown  (Jeff Lynne) – 4:11
2. In Old England Town (Instrumental) (Jeff Lynne) – 2:43[1]
3. Baby I Apologise (Jeff Lynne) – 3:42[2]
4. Auntie (Ma-Ma-Ma Belle Take 1)  (Jeff Lynne) – 1:19
5. Auntie (Ma-Ma-Ma Belle Take 2)  (Jeff Lynne) – 4:03
6. Mambo (Dreaming Of 4000 Take 1)  (Jeff Lynne) – 5:02
7. Everyone's Born To Die  (Jeff Lynne) – 4:40
8. Roll Over Beethoven (Take 1)  (Chuck Berry) – 8:16

- Tracce 9-13 non pubblicate precedentemente.

### CD 2:The Lost Planet
1. Brian Matthew Introduces ELO – 0:22
2. From The Sun To The World (Boogie No. 1) (BBC Session) (Lynne) – 7:25
3. Momma (BBC Session) (Lynne) – 6:57
4. Roll Over Beethoven (Single Version) (Chuck Berry) – 4:35
5. Showdown (Take 1) (Lynne) – 4:18
6. Your World (Take 2) (Lynne) – 4:55
7. Get a Hold of Myself (Take 2) (Lynne) – 4:43
8. Mama (Take 1) (Lynne) – 4:59
9. Wilf's Solo (Instrumental)  (Wilfred Gibson) – 3:39
10. Roll over Beethoven" (BBC Session) (Chuck Berry) – 7:40[3][4]

## Formazione
- Jeff Lynne - voce, chitarre, sintetizzatore Moog
- Bev Bevan - batteria, percussioni
- Richard Tandy - tastiere, sintetizzatore Moog
- Mike de Albuquerque - basso, voce
- Wilfred Gibson - violino
- Mike Edwards - violoncello
- Colin Walker - violoncello

### Formazione addizionale
- Marc Bolan - chitarra (tracce 10, 12 del disco "ELO 2")
- Roy Wood – basso, violoncello (tracce 1, 4)
- Carl Wayne - voce (tracce 6, 7, 8 di "The Lost Planet")